# Corebos (esportista)

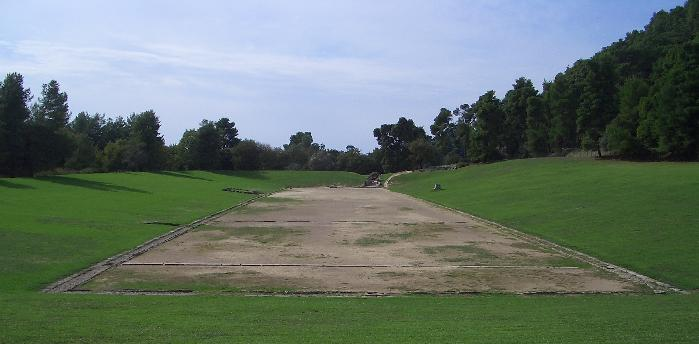
Imatge de les ruïnes de l'estadi d'Olímpia.

Corebos (en llatí Coroebus, en grec antic Κόροιβος "Kóroibos") va ser un esportista d'Elis que va obtenir una victòria a l'estadi olímpic l'any 776 aC als primers Jocs Olímpics de l'antiguitat que es van celebrar, en una prova de velocitat. La tradició el fa autor de la mort del dimoni Pena, enviat per Apol·lo als país dels argius, però probablement el protagonista d'aquest fet és un altre Corebos, de l'Argòlida. Pausànies diu que l'estàtua de Corebos és la més antiga que ha vist esculpida en pedra.